# Voinești (Iași)
Voinești is een Roemeense gemeente in het district Iași.
Voinești telt 6907 inwoners.